# ブドヴァル

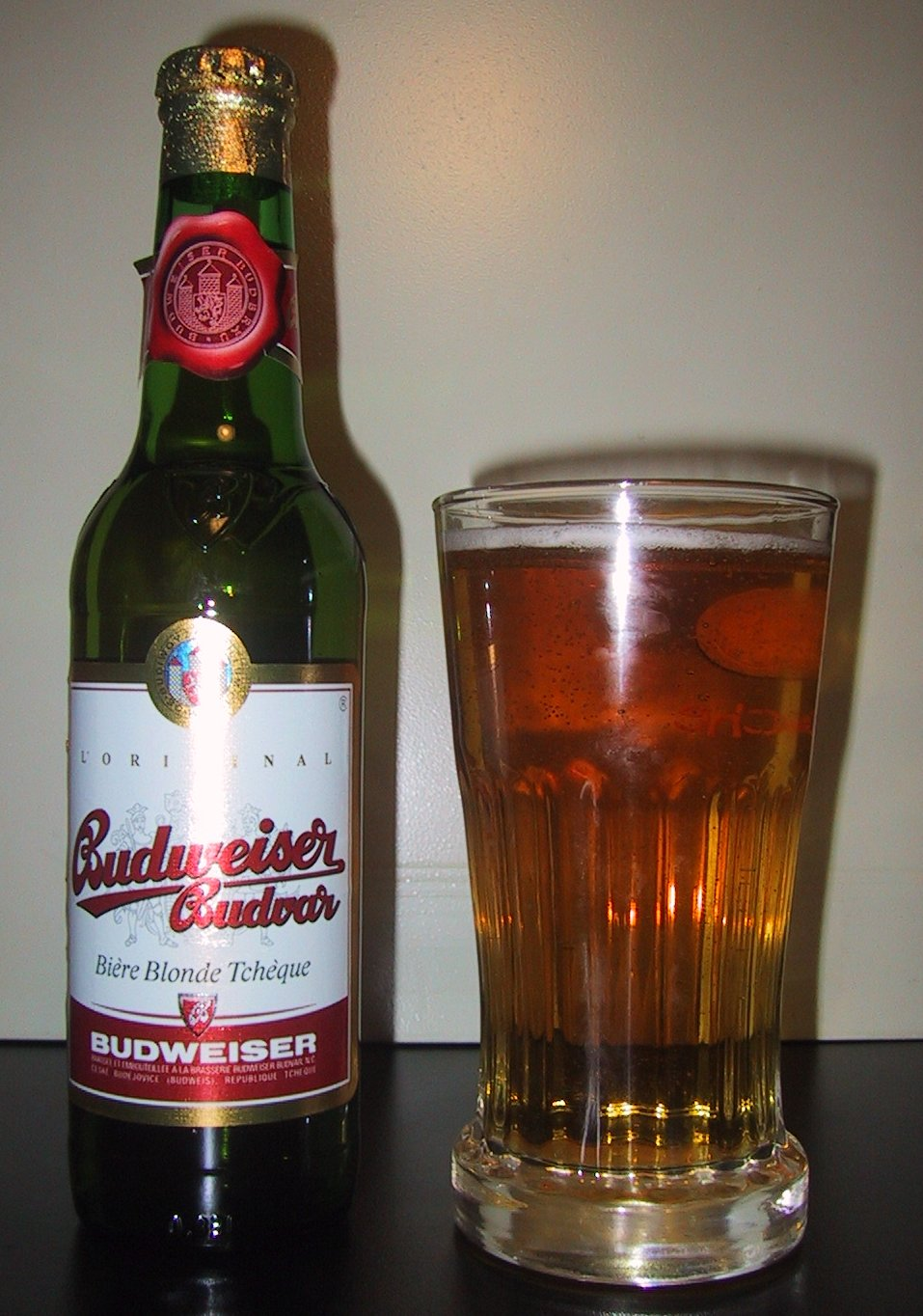
Budweiser Budvar

ブドヴァルはチェコ・南ボヘミア州のチェスケー・ブジェヨヴィツェ市で作られるビール銘柄「ブドヴァイゼル」（Budweiser）の1ブランド（ブドヴァイゼル･ブドヴァル、ドイツ語・英語：Budweiser Budvar、チェコ語：Budějovický Budvar）で、ブジェヨヴィツェ･ブドヴァル国営会社が製造・販売している。ほかにブドヴァイゼル・ベルゲブロイ（ドイツ語・英語：Budweiser Bürgerbräu、チェコ語：Budějovický měšťanský pivovar）およびブドヴァイゼル・ビール（ドイツ語・英語：Budweiser Bier）ブランドがブジェヨヴィツェ市民醸造株式会社によって製造・販売されている。本項ではブドヴァルを含むチェスケー・ブジェヨヴィツェ産の「ブドヴァイゼル」ブランドのビールについて述べる。

## 歴史

### ブランドの誕生
中世よりチェコではビールの製造が盛んで、ラガービールの最も有名な種類である「ピルスナー」はチェコのピルゼン（プルゼニュ）地方で作られたことに由来する。1265年、当時の君主によりチェスケー・ブジェヨヴィツェ（ドイツ名：ブドヴァイス）に醸造所が建設され、1531年にはフェルディナンド国王が同地産ビールを王室御用達に指定するなど、高品質のビールを作る産地として広く知られた。
ブジェヨヴィツェの醸造所は18世紀には2つの大規模醸造所に集約された。このうちブジェヨヴィツェ市民醸造（pivovar převzat Budějovickými měšťany）は地名「ブドヴァイス」を銘柄として使用することを自治都市の理事会で初めて許可された醸造所で、ドイツ語で"ブドヴァイスの市民醸造所"を意味する「ブドヴァイゼル・ベルゲブロイ」ブランドでビールを製造。1795年に法人化した。チェコ合同醸造（Český akciový pivovar）は「ブドヴァイゼル･ブドヴァル」ブランドでビールを製造し、1895年に法人化。いずれもヨーロッパを代表するビールブランドの一つとして広く親しまれた。
ブジェヨヴィツェ市民醸造は1871年にブドヴァイゼル・ベルゲブロイ（ブドヴァイゼル・ビール）を初めてアメリカに輸出。のちチェコ合同醸造も1895年から対米輸出に参入したが、米国国内で「バドワイザー」を商標登録していた米アンハイザー･ブッシュ社との間で訴訟が発生した（後述）。

### 社会主義時代
両社は第二次世界大戦中にドイツ資本傘下に収められたあと、戦後の1946年にチェコスロバキア共和国政府に接収。1948年7月に政府所有・管理の国営会社チェスケー・ブジェヨヴィツェ醸造国営会社（Českobudejovické pivovary, n.p.）に転換され、さらに1か月後に南チェコ醸造国営会社（Jihočeské pivovary, n.p.）に改称した。
南チェコ醸造の第一チェスケー・ブジェヨヴィツェ醸造所となった旧ブジェヨヴィツェ市民醸造では、ドイツ語に由来する「ブドヴァイゼル・ベルゲブロイ」ブランドが使用できなくなり、代わりにブジェヨヴィツェのシンボルである噴水名にちなんだ「サムソン」（Samson）をブランドとしたため、「ブドヴァイゼル」のブランド名を失った。また醸造所名も1960年にサムソン醸造所（Pivovar Samson）に改称された。さらに政府は1967年に、南チェコ醸造から旧チェコ合同醸造を切り離して食品産業省所有の新会社、ブジェヨヴィツェ・ブドヴァル国営会社（Budějovický Budvar, národní podnik）に事業を承継。「ブドヴァイゼル」ブランドを「ブドヴァイゼル・ブドヴァル」に一本化した。

### 民主化後
チェコスロバキアでは、社会主義政権末期の1988年に政府を出資者とし直接企業を所有管理しない国有会社（Státní podnik, s.p.）制度が発足し、民主化後の1990年までにほとんどの国営会社が国有会社に転換、のち民営化が進められた。サムソン醸造所は民主化した1989年に第一ブジェヨヴィツェ醸造所サムソン（První budějovický pivovar Samson）に改称して「ブドヴァイゼル」ブランドを復活、1992年に南チェコ醸造チェスケー・ブジェヨヴィツェ株式会社（Jihočeské pivovary České Budějovice, a.s.）として株式会社に転換した。2001年に醸造所の再編統合に合わせ、創業時の名称であるブジェヨヴィツェ市民醸造株式会社（Budějovický měšťanský pivovar, a.s.）に改称した。
一方、ブジェヨヴィツェ･ブドヴァル国営会社は現在も「国営会社」として商業登記された唯一の国営会社である。しかし国有機関および資産の法的地位について定めたチェコの国家財産管理法（2000年法律第219号）の改正法（2002年法律第202号）における経過規定においては対象から除外され、「ブジェヨヴィツェ・ブドヴァル国営会社に関しては別の特別法によって定める」と明記されたにもかかわらず、同社に関する特別法は制定されなかったため、国家所有の法人としての法的地位を事実上失った状態が続いている。
これを受けブジェヨヴィツェ市民醸造は2003年にブジェヨヴィツェ･ブドヴァル国営会社の商業登記無効を訴えたが、違法ではないとして2005年に高裁の控訴棄却判決が確定した。チェコ政府部内では早急な特別法の制定、さらに民営化を含む企業形態転換が必要だとして議論が繰り返されているが、ブドヴァイゼル･ブドヴァルの商標権買収を狙う米アンハイザー･ブッシュ社に対する警戒も重なり、具体的な問題解決には至っていない。

## 特徴
ブドヴァイゼル･ブドヴァルは地下320メートルより汲み上げた軟水と、粉末にした麦、高品質で知られるザーツホップを使用。オーソドックスではあるが、厳選された原料を使ったプレミアムビールであると言える。ピルスナーの特徴である淡い黄金色をしておりドライで爽快感がある。ボディはやや強め。喉ごし後にホップの苦みと豊かな香りが広がる。

## ブドヴァイゼル ブランドの主な銘柄
- Budweiser Budvar B:ORIGINAL Světlý ležák  (アルコール度数5%）

- Budweiser Budvar B:CLASSIC Světlé výčepní pivo (アルコール度数4%）

- Budweiser Budvar B:DARK Tmavý ležák (アルコール度数4.7% ）

- Budweiser Budvar B:FREE Nealkoholické pivo (アルコール度数0.5% ）

- Bud B:STRONG Speciální pivo (アルコール度数7.5%）

## バドワイザーとの関連
ブドヴァイゼル･ブドヴァルとアメリカ合衆国のビール会社、アンハイザー・ブッシュ社のバドワイザーは商標をめぐり世界各国で争っている。
1876年にアメリカのドイツ系移民のアドルファス・ブッシュが、自らが発売したピルスナータイプのビールに、欧州で有名なビール産地「ブドヴァイス」にあやかって勝手にバドワイザー (Budweiser) と命名し、米国国内での商標を得た。当時欧州でブドヴァイゼルブランドのビールを販売していたブジェヨヴィツェ市民醸造およびチェコ合同醸造とアドルファス･ブッシュとの間には関係はなかった。20世紀に入って両社の間で商標権を巡る訴訟に発展。米アンホイザー・ブッシュ・ブルーイング・アソシエーション社（アンハイザー･ブッシュ社の前身）とブジェヨヴィツェ醸造およびチェコ合同醸造の間で、1911年および1939年の2回にわたって合意が成立し、チェコ側の2社は北米大陸および米保護領に限って「Budweiser」の商標権を放棄した。
現在、ヨーロッパの主な国ではバドワイザーはその商標を使うことが認められず「Bud」（バド）「Busch」（ブッシュ）の名前で販売されている。逆にアメリカ、カナダではブドヴァイゼル･ブドヴァルは「Czechvar」（チェコヴァル）、ブドヴァイゼル・ベルゲブロイは"Budweis City Bier"（ブドヴァイス市のビール）を略した「BB Bürgerbräu」（BBベルゲブロイ）の名前で販売している。
日本では、「バドワイザー」（Budweiser）はアンハイザー・ブッシュ社の登録商標であるが、チェコ側の商標権放棄を北米大陸および米保護領に限るとした1911年および1939年合意の有効性が認められており、米国社製バドワイザーとの誤認の可能性がないかぎり、「ブドヴァイゼル・ブドヴァル」（Budweiser Budvar）、「ブジェヨヴィキ・ブドヴァル」（Budějovický Budvar）と記されたブジェヨヴィツェ･ブドヴァル社製ビールの輸入・販売は制限されない。
アンハイザー・ブッシュ社は世界中でバドワイザーの名で販売するため、ブドヴァイゼル・ブドヴァル国営会社に商標の買い取りを申し出たがブドヴァル側はこれを拒否している。アンハイザー・ブッシュ社がスポンサーとなった2006年FIFAワールドカップ・ドイツ大会でバドワイザーは球技場内の広告を「Bud」および中国語名の「百威」とした。